# مایکو (هنرپیشه زن)
مایکو (انگلیسی: Maiko؛ زادهٔ ۱۵ مارس ۱۹۸۵) هنرپیشه اهل ژاپن است. وی در سال ۲۰۰۸ در مجموعه تلویزیونی ریومادن بازی کرده‌است.